# Међународна математичка олимпијада
Међународна математичка олимпијада (ММО) је најважније и најугледније такмичење из математике ученика средњих школа. Прва ММО је била 1959. године и од тада се такмичење одржава сваке године. Последња ММО је одржана у Уједињеном Краљевству. Свака земља шаље до шест такмичара који се такмиче појединачно. Такмичење траје два дана, ради се 6 задатака (по 3 сваког дана). Сваки задатак вреди 7 бодова, па је укупни број бодова 42.
На ММО се додељују медаље и специјалне похвале. Број бодова који је потребан за сваку медаљу је одређен, а специјалну похвалу добијају ученици који су потпуно тачно решили бар један задатак, а нису добили медаљу.

## Прошле ММО
1. Брашов и Букурешт, Румунија, 1959.
2. Синаја, Румунија, 1960.
3. Веспрем, Мађарска, 1961.
4. Чешке Будјејовице, Чехословачка, 1962.
5. Варшава и Вроцлав, Пољска, 1963.
6. Москва, СССР, 1964.
7. Источни Берлин, Источна Немачка, 1965.
8. Софија, Бугарска, 1966.
9. Цетиње, Југославија, 1967.
10. Москва, СССР, 1968.
11. Букурешт, Румунија, 1969.
12. Кестхељ, Мађарска, 1970.
13. Жилина, Чехословачка, 1971.
14. Торуњ, Пољска, 1972.
15. Москва, СССР, 1973.
16. Ерфурт и Источни Берлин, Источна Немачка, 1974.
17. Бургас и Софија, Бугарска, 1975.
18. Линц, Аустрија, 1976.
19. Београд, Југославија, 1977.
20. Букурешт, Румунија, 1978.
21. Лондон, Уједињено Краљевство, 1979.
22. Вашингтон, САД, 1981.
23. Будимпешта, Мађарска, 1982.
24. Париз, Француска, 1983.
25. Праг, Чехословачка, 1984.
26. Јутса, Финска, 1985.
27. Варшава, Пољска, 1986.
28. Хавана, Куба, 1987.
29. Сиднеј и Канбера, Аустралија, 1988.
30. Брауншвајг, Западна Немачка, 1989.
31. Пекинг, Кина, 1990.
32. Сигтуна, Шведска, 1991.
33. Москва, Русија, 1992.
34. Истанбул, Турска, 1993.
35. Хонгконг, Хонгконг, 1994.
36. Торонто, Канада, 1995.
37. Мумбај, Индија, 1996.
38. Мар дел Плата, Аргентина, 1997.
39. Тајпеј, Тајван (Кина), 1998.
40. Букурешт, Румунија, 1999.
41. Теџон, Јужна Кореја, 2000.
42. Вашингтон, САД, 2001.
43. Глазгов, Уједињено Краљевство, 2002.
44. Токио, Јапан, 2003.
45. Атина, Грчка, 2004.
46. Мерида, Мексико, 2005.
47. Љубљана, Словенија, 2006.
48. Ханој, Вијетнам, 2007.
49. Мадрид, Шпанија, 2008.
50. Бремен, Немачка, 2009.
51. Астана, Казахстан, 2010.
52. Амстердам, Холандија, 2011.
53. Мар дел Плата, Аргентина, 2012.[1]
54. Санта Марта, Колумбија, 2013.[2]
55. Кејп Таун, Јужна Африка, 2014.[3]
56. Чијанг Мај, Тајланд, 2015.[4]
57. Хонг Конг, Хонгконг (Кина), 2016.[5]
58. Рио де Жанеиро, Бразил, 2017.[6]
59. Клуж-Напока, Румунија, 2018.[7]
60. Бат, Уједињено Краљевство, 2019.[8]
61. Санкт Петербург (онлајн), Русија, 2020.[9]
62. Санкт Петербург (онлајн), Русија, 2021.[10]
63. Осло, Норвешка, 2022.[11]
64. Чиба, Јапан, 2023.[12]
65. Бат, Уједињено Краљевство, 2024.[13]

## Будуће ММО
1. Саншајн Коуст, Аустралија, 2025.[14]
2. Шангај, Кина, 2026.[15]
3. Мађарска, 2027.[16]
4. Саудијска Арабија, 2028.[17]